# El Malpensante
El Malpensante és una revista literària colombiana fundada l'octubre de 1996 per Andrés Clots Restrepo i Mario Jursich Durán. El nom de la revista va ser extret d'un llibre d'aforismes escrit per Gesualdo Bufalino. L'editorial d'aquesta revista realitza a més el Festival Malpensante, una sèrie de trobades anuals que inclou diverses activitats culturals realitzades a Bogotà. Recentment El Malpensante va assumir la direcció de la tradicional llibreria Biblos, de Bogotà. Per a l'any 2011 ja es va anunciar que no hi haurà Festival Malpensante. Ha influenciat altres publicacions de periodisme narratiu, com FronteraD.